# Maurice III d'Oldenbourg-Delmenhorst
Maurice III (ou Maurice IV) est un prince de la maison d'Oldenbourg né vers 1428 et mort le 9 août 1464.

## Biographie
Maurice III est le deuxième des trois fils du comte Thierry d'Oldenbourg et de son épouse Heilwig de Holstein-Rendsbourg. D'abord destiné à une carrière ecclésiastique, il abandonne cette voie dans les années 1450 et entre en conflit avec son frère cadet Gérard d'Oldenbourg concernant le partage du pouvoir au sein du comté d'Oldenbourg. Après une brève guerre civile durant l'été 1462, les deux frères se partagent leur domaine en 1463 : Gérard conserve Oldenbourg, tandis que Maurice reçoit Delmenhorst. Ce compromis ne tarde pas à être remis en question, mais Maurice meurt peu après la reprise du conflit, durant une épidémie de peste. Il ne laisse qu'un fils en bas âge, Jacques (de).

## Mariage et descendance
En 1458, Maurice III épouse la comtesse Catherine de Hoya (morte en 1464). Ils ont trois enfants :
- Adélaïde (née en 1460), chanoinesse à Bassum ;
- Jacques (de) (1462-1484), comte de Delmenhorst ;
- Catherine (née en 1463), nonne à Blankenburg.